# Bogdan Cantaragiu
Bogdan Cantaragiu (n. 14 martie 1972, București) este un fost deputat român, membru al Parlamentului României în legislaturile 2004-2008 și 2008-2012. Bogdan Cantargiu a fost ales în legislatura 2004]-2008 pe listele PRM iar din iunie 2005 a devenit deputat independent până în februarie 2006 când a trecut la PD și la PD-L. În legislatura 2008-2012, Bogdan Cantargiu a fost ales pe listele PD-L. În cadrul activității sale parlamentare, în legislatura 2004-2008, Bogdan Catargiu a fost membru în grupurile parlamentare de prietenie cu Republica Coreea, Regatul Unit al Marii Britanii și Irlandei de Nord, Republica Croația, Republica Italiană și Republica Algeriană Democratică și Populară. În legislatura 2008-2012, Bogdan Cantargiu a fost membru în grupurile parlamentare de prietenie cu Republica Macedonia și Republica Singapur.  

## Date biografice
Data și locul nașterii: 14.03.1972, București;
Stare civilă: căsătorit.

## Studii și specializări
1986 - 1990 - Liceul de Informatică București - analist;
1990 - 1995 - Universitatea Politehnică București - inginer;
1992 - 1999 - Academia de Studii Economice București - economist;
1999 - 2000 - A.S.E. București - curs postuniversitar Managementul Administrației Publice;
2000 - 2004 - SNSPA - Management civic și politic.

## Activitate profesională
1995 - 1996 - Ministerul Finanțelor - analist;
1996 - 1997 - S.C. Kis Prodexim SRL - manager vânzări;
1997 - 2000 - Fondul Proprietății de Stat - expert;
2000 - 2004 - Primăria Sector 1 București - director;
2004 - consilier - Primăria Sector 1.
2004 - prezent - deputat, Grupul parlamentar PD
Funcții, activități într-o organizație din administrația publică centrală sau locală:
2000 - 2004 - Director, consilier local Primăria Sector 1.
Alte activități:
evaluator ANEVAR;
broker.